# 阿尔滕施泰格
阿尔滕施泰格（德語：Altensteig，發音：[ˈaltn̩ʃtaɪk] ⓘ）是德国巴登-符腾堡州卡尔斯鲁厄行政区卡尔夫县的城市，面积53.19平方千米，2023年12月31日人口为10,983人。

## 友好城市
- 美国 比尤特
- 法國 圣莫里斯堡